# Alfredo Lazzari
Alfredo Lazzari (Diecimo, Borgo a Mozzano, Lucca, 25 de mayo de 1871 - Buenos Aires, 26 de junio de 1949). 
Realiza su escuela primaria y secundaria en el Gimnasio y Liceo de Lucca. Efectúa estudios de arte en el Real Instituto de Bellas Artes de Lucca y en la Real Academia de Bellas Artes de Florencia. Su formación pictórica, sumamente rigurosa, abarca el paisaje, la figura humana y la composición. Domina el dibujo.
Viaja a Buenos Aires a los 26 años de edad el 12 de marzo de 1897 contratado para la creación de unos vitrales con motivos religiosos en la ciudad de La Plata, trabajo que nunca se concretó. Su idea era regresar a Italia aunque nunca lo hizo. Vive en Barracas hasta 1903 cuando se muda a la ciudad de Lanús.
En el año 1911, se casa con Ana Zaino (sobrina del pintor Salvador Zaino) y se muda a la casa de la calle Piedras y San Juan, desde cuyo balcón captó más de una vez motivos para sus cuadros.
Fueron sus alumnos Fortunato Lacámera, Benito Quinquela Martín, Arturo Maresca, Juan de Dios Filiberto, Santiago Stagnaro, Luis Ferrini, Vicente Vento y Camilo Mandelli, y recibieron sus consejos de pintor, entre otros, Thibon de Libian y Miguel Carlos Victorica. Traba grandes amistados con Ángel della Valle y Decoroso Bonifanti.
El primer lugar donde enseñó en Buenos Aires fue en la Academia Pezzini-Stiatessi de la Sociedad Unión de La Boca y también en su propio taller de la calle Pavón al 1400. De este modo se convirtió en el maestro de la primera generación de artistas boquenses.
Obtiene la ciudadanía argentina en 1929 y su primera exposición individual fue en la Galería Witcomb en 1935, promovida por sus ex discípulos Benito Quinquela Martín y Fortunato Lacámera entre otros. En vida realizó las siguientes muestras: en 1937, en el Museo Municipal de Bellas Artes, asient del Concejo Deliberante; en la Agrupación de Gente de Arte "Impulso", en 1943. En 1989 y en el 40 aniversario del fallecimiento del pintor, la Cámara de Comercio, Industria, Artesanía y Agricultura de Lucca le otorga la Medalla de Oro por haber honrado a Italia en el mundo.
Pintó principalmente paisajes, pero también retratos.
En 1950, se efectuaron exposiciones de sus obras en la Galería Witcomb y en el Ateneo Popular de la Boca; en 1951, en la galería Argentina; en 1953, en el salón Peuser; en 1960 en Van Riel; en 1964 en el Museo Nacional de Bellas Artes;en 1965, 1966, 1967 y 1968 en la Galería Riobbó; en 1968 en el Museo Municipal de Artes Plásticas; en 1970, se efectuó en Mar del Plata una Exposición Homenaje de diecisiete de sus obras en la Galería de Arte Cassara. En la actualidad hay una exposición permanente en el Museo de Arte de Tigre.